# Vindullus angulatus
Vindullus angulatus is een spinnensoort in de taxonomische indeling van de jachtkrabspinnen (Sparassidae).
Het dier behoort tot het geslacht Vindullus. De wetenschappelijke naam van de soort werd voor het eerst geldig gepubliceerd in 2008 door Rheims & Peter Jäger.